# 千葉市立有吉小学校
千葉市立有吉小学校（ちばしりつ ありよししょうがっこう）は、千葉県千葉市緑区おゆみ野にある公立小学校。通称は「有小」（ありしょう）。

## 概要
1993年に千葉市第113番目の学校として千葉市立泉谷小学校・千葉市立小谷小学校より分離独立した。その後生徒数が増加し、千葉市立扇田小学校が分離独立した。

## 沿革
出典
- 1990年（平成2年）6月 - 鎌取第三小学校（仮称・現:有吉小学校）の設置計画策定。
- 1993年（平成5年）
  - 4月 - 泉谷小学校・小谷小学校より分離し、千葉市内113番目の小学校として創立。開校式と第1回入学式挙行。開校時点の学級数8学級、児童数は1学年〜5学年の219名、学校職員数17名でスタートを切った。
  - 9月 - 有吉小学校保護者会発足。
- 1994年（平成6年）2月 - 校歌・校章制定披露式挙行。
- 1995年（平成7年）
  - 2月 - 正面玄関に学校名横看板を設置。
  - 3月 - 第1回卒業証書授与式挙行。
- 1997年（平成9年）4月 - 学区の一部を分離し、扇田小学校が開校。
- 1999年（平成11年）4月 - 小谷小学校の一部学区（鎌取駅周辺）を、本校学区に編入。
- 2002年（平成14年）10月 - 10周年記念行事（記念児童集会・親子ふれあい活動）実施。
- 2013年（平成25年）7月 - 20周年記念行事（記念式典他）実施。
- 2015年（平成27年）4月 - 特別支援学級「さくらんぼ」開級。

## 教育目標
21世紀を担う心豊かでたくましい有吉の子の育成

## 通学区域と進学先中学校
出典

### 通学区域
- おゆみ野1丁目（全域）
- おゆみ野2丁目（全域）
- おゆみ野3丁目（1～3番地、15～38番地[3]）

### 進学先中学校
- 千葉市立有吉中学校

## 周辺
- おゆみ野はるのみち公園 - 敷地が隣接。
- UR都市再生機構はるのみち公園前団地
- 千葉市立おゆみ野きなだ公園
- 千葉市立有吉中学校
- JR東日本外房線 - 線路が通るだけで、駅は離れている。また、学校付近では、中央区との区境線となっている。
- 千葉市立有吉公園
- 千葉市立扇田小学校
- 千葉市立おゆみ野公民館
- 京成電鉄千原線学園前駅

## アクセス
校地東側の正門までの距離
- 小湊鉄道バス「蘇05」・「鎌06」・「千30」の各系統で、「生実東」停留所下車後、
  - 鎌取駅行のりばから、徒歩約510m・約8分
    - 学校正門からの直線距離は約285mほどだが、下記方面行のりば付近に横断歩道が設置されておらず、千葉市道磯辺茂呂町線と千葉県道66号浜野四街道長沼線との「おゆみ野1丁目」交差点まで廻る必要があるため、やや遠廻りとなる。

  - 蘇我駅・学園前駅・蘇我駅東口経由千葉駅行のりばから、「おゆみ野遊歩道春の道」経由で、約340m・約5分。
- 京成電鉄千原線学園前駅から、
  - 徒歩約1.2km・約18分。
  - 上述の小湊鉄道バス「鎌06」系統に乗車し、「生実東」停留所下車後、徒歩。